# I suppositi
I Suppositi, anche Suppositi (Scambiati), è una commedia di Ludovico Ariosto scritta attorno al 1509.
Originariamente fu in prosa e poi venne riscritta in versi tra il 1528 e il 1531 seguendo il modello della commedia latina di Publio Terenzio Afro.

## Origine del nome
Il termine latino suppositio esprime un significato che può mutare a seconda del contesto. Nello specifico può riferirsi anche allo scambio di persona, come sembra essere il caso della commedia di Ariosto.

## Descrizione
I suppositi sono i bambini nati e subito abbandonati dai genitori, i "trovatelli". Interessante è il dar vita a personaggi che fanno parte della realtà quotidiana della Ferrara coeva (senza escludere gerghi, allusioni pesanti e oscene) con impiego di fonti volgari derivanti dalla tradizione novellistica e da Boccaccio, in modo tale da accentuarne la modernità.

## Trama
La trama si fonda su una serie di scambi di persona e sugli equivoci che ne nascono. Una novità di grande rilievo è costituita dal fatto che la scena è in Ferrara, e vi è una fitta rete di riferimenti a realtà e luoghi cittadini ben noti agli spettatori, che potevano così vedere riflesso sul palcoscenico, con curiosità e divertimento, il mondo a loro familiare.
Erostrato è un giovane studente di Ferrara, innamorato pazzo di Polinesta, figlia di un noto imprenditore e commerciante. Dato che egli non avrebbe mai potuto arrivare a conquistare la ragazza per l'opposizione certa del padre, Erostrato escogita un brillante scambio di persona. Convocato il servitore Dulippo egli propone di spacciarsi per il padrone per un breve periodo di tempo, mentre egli avrebbe indossato i panni di un volgare straccione per intrufolarsi nella casa di Polinesta per farsi assumere come cameriere. Il trucco per un po' di tempo funziona, ma poi le bugie verranno a galla e gli interlocutori dei due personaggi protagonisti inizieranno a capire l'imbroglio dato che Dulippo, il quale dovrebbe apparire elegante e raffinato, è un cafone, mentre l'altro fatica a comportarsi come un servitore. Inoltre Polimesta scopre un giorno Erostrato e Dulippo che conversano di nascosto riguardo alla loro prossima mossa, e così il brillante piano di Erostrato di ingannare la sua amata va all'aria.

## Analogie con le commedie di Terenzio

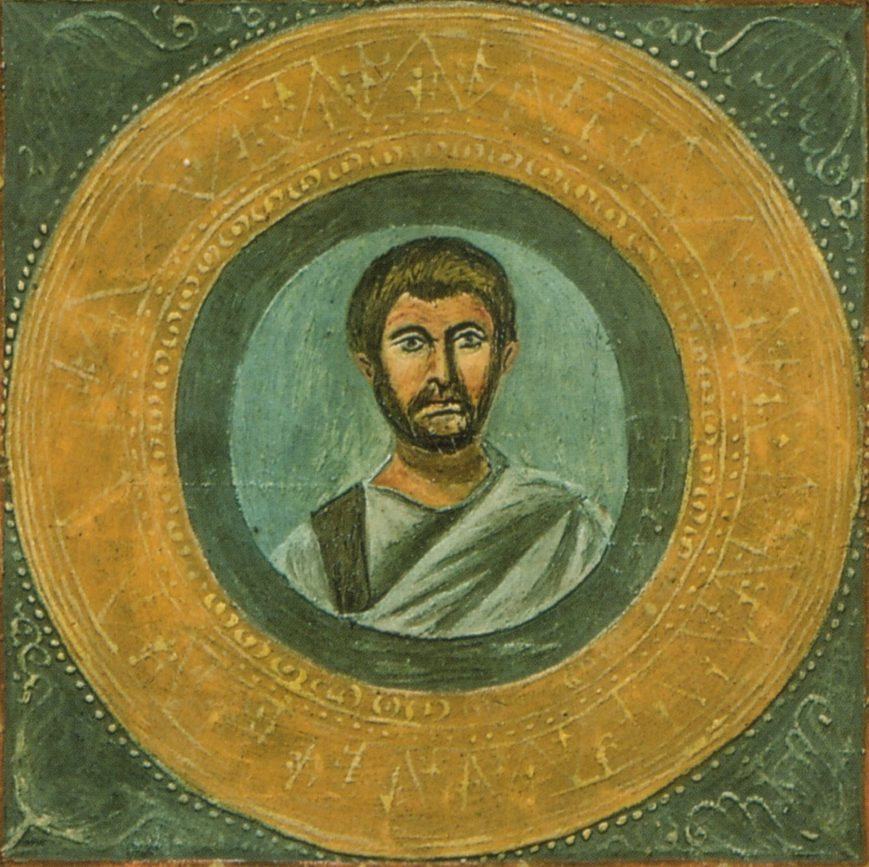
Publio Terenzio Afro

Due sono le commedie di Publio Terenzio Afro con le quali Suppositi possiede molte analogie. Il tema principale questa volta è lo scambio di persona e gli equivoci che ne scaturiscono per l'impossibilità di imitare perfettamente l'uno i costumi dell'altro. Nell'Eunuchus la protagonista è Fedria che possiede un fratello di nome Cherea il quale, essendo innamorato di una cortigiana della sorella, si traveste da eunuco per incontrarla. Il soldato Trasone, anche lui innamorato della schiava Panfila, si scontrerà con il povero Cherea che si ritroverà imprigionato in una serie di equivoci e pasticci, finendo per essere smascherato dalla sorella. Infatti gli eunuchi erano fanciulli castrati che servivano per compiere le faccende domestiche, assistere i signori e le signore e anche soddisfare sessualmente l'uno e l'altra. Nella commedia Il punitore di se stesso Cremete, il protagonista, è un giovane che ha combattuto da molti anni in Asia, facendo soffrire il padre che se ne lamenta con un vicino per non aver dato troppo amore al suo pupillo quando era piccolo per pensare troppo ai suoi doveri. Il ragazzo ora scopre che la serva Antifilia lo ama ma, su consiglia di un servo, decide di fingersi innamorato della cortigiana Bacchilide, generando così una miriade di vicissitudini divertenti.